# Salm-Reifferscheid-Krautheim
Salm-Reifferscheid-Krautheim fue un pequeño estado alemán, que fue creado como sucesión de Salm-Reifferscheid-Bedburg en 1803. Fue elevado a Principado en 1804, y fue mediatizado al Imperio austríaco y el Gran Ducado de Baden en 1806.

## Gobernantes de Salm-Reifferscheid-Krautheim (1803-1958)
- Francisco Guillermo II, Conde de Salm-Reifferscheid-Bedburg 1798-1803, Conde de Salm-Reifferscheid-Krautheim 1803-1804, 1º Príncipe 1804-1831 (1772-1831), mediatizado en 1806
  - Constantino, 2º Príncipe 1831-1856 (1798-1856)
    - Francisco Carlos, 3º Príncipe 1856-1860 (1827-1860)
    - Leopoldo, 4º Príncipe 1860-1893 (1833-1893)
      - Alfredo, 5º Príncipe 1893-1924 (1863-1924)
        - Francisco José, 6º Príncipe 1924-1958 (1899-1958)

- Datos: Q58856346